# Sigrid Ulbricht
Sigrid Ulbricht (República Democrática Alemana, 25 de julio de 1954) es una atleta alemana retirada especializada en la prueba de salto de longitud, en la que consiguió ser subcampeona europea en pista cubierta en 1981.

## Carrera deportiva
En el Campeonato Europeo de Atletismo en Pista Cubierta de 1981 ganó la medalla de plata en el salto de longitud, con un salto de 6.66 metros, tras la también alemana Karin Hänel  que con 6.77 metros batió el récord del mundo, y por delante de otra atleta alemana Jasmin Fischer (bronce con 6.65 metros).